# Katrine Koch
Katrine Koch Jacobsen (født 24. juni 1999) er en dansk atlet og dansk rekordholder i hammerkast. Katrine startede, ligesom den forrige rekordholder Celina Julin, karrieren i Herlev Atletik men stiller nu op for Sparta Atletik.
Katrine Koch har tidligere dyrket hækkeløb og mangekamp, inden hun i 2017 satsede mere målrettet på hammerkast. I slutningen af marts 2021 forbedrede hun Celina Julins danske rekord med fem centimeter, så den herefter lød på 64,68 m. Frem til september 2021 forbedrede hun rekorden yderligere 8 gange, senest 18. september 2021 hvor hun kastede 71,09 m ved et stævne i Kenya. Hun satte sin tiende danske rekord 8. juni 2022, da hun sendte hammeren ud på 74,22 m, hvilket også sikrede hende kvalifikation til VM samme år.
Hun konkurrerede ved OL i Paris 2024 og kastede den automatiske kvalifikationsdistance til finalen med den femte længste distance i kvalifikationen.